# Turystyka slumsowa
Turystyka slumsowa (ang. slumming, favel tourism lub poorism) – odmiana turystyki kulturowej, której przedmiotem jest zwiedzanie slumsów i enklaw biedy, przede wszystkim w krajach Globalnego Południa.

## Historia

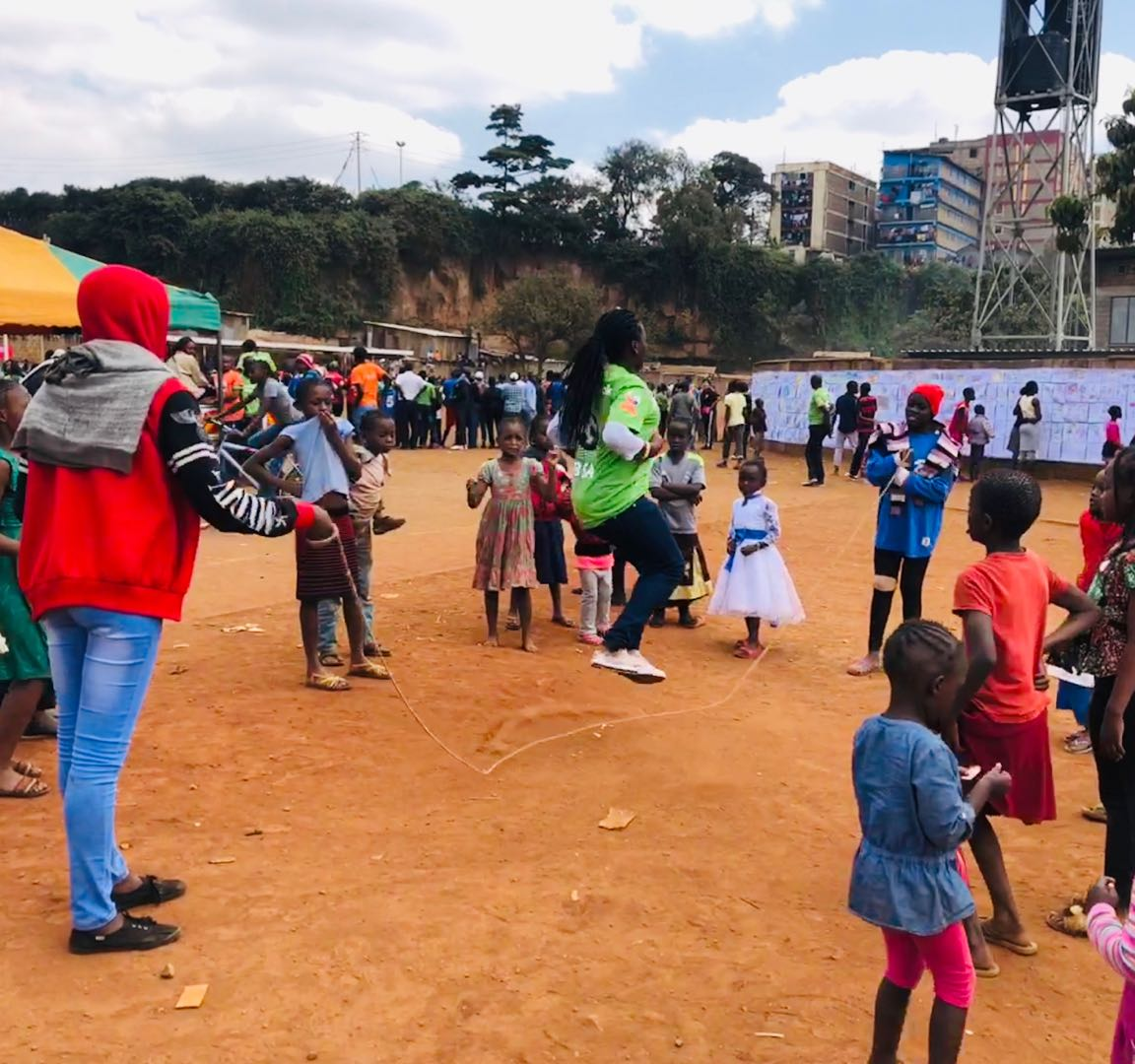
Zabawa w slumsach Kenii

Początki turystyki slumsowej sięgają XIX wieku, kiedy to przedstawiciele dziewiętnastowiecznej brytyjskiej klasy średniej i wyższej udawali się do dzielnic nędzy. Również w USA organizowano wówczas wycieczki po biednych dzielnicach Nowego Jorku i Chicago. W latach 80. i 90. XX wieku pomysł przyjął się w Brazylii, zwłaszcza w slumsach Rio de Janeiro. W trakcie trwania Szczytu Ziemi w Rio (1992) lokalne agencje turystyczne włączyły do swojej oferty możliwość zwiedzania dzielnic nędzy. Obecnie główne kierunki to, oprócz Brazylii (Rocinha), Kenia (Kibera), Indie (Bombaj – Dharavi, Dehli), Meksyk, RPA (Khayelitshy), Namibia, Argentyna, Egipt, Indonezja, Jamajka i Tajlandia.
Slumming ma tendencję wzrostową. W 2014 slumsy Afryki, Ameryki Łacińskiej i Azji odwiedziło ponad milion turystów wywodzących się głównie z krajów wysoko rozwiniętych. Na popularność tego segmentu wpływa produkcja filmowa popularyzująca tematykę slumsów, np.: Wierny ogrodnik, Slumdog. Milioner z ulicy, Miasto Boga, czy Dystrykt 9. Turystyka slumsowa wpływa na to, że dzielnice biedy wykorzystują tkwiący w nich potencjał, a częstokroć wyróżniają poszczególne miasta w rankingach atrakcyjności. Slumming wpływa też na ofertę turystki z wyższej półki, jak np. tworzenie hoteli stylizowanych na slumsy.

## Charakterystyka
Zwiedzanie dzielnic biedy (slum tour) odbywa się w towarzystwie przewodników, którzy najczęściej posiadają kontakty z gangami kontrolującymi poszczególne rejony (stąd organizowanie takich wypraw indywidualnie jest praktycznie niemożliwe lub odradzane). Główne składowe, najczęściej trzygodzinnego zwiedzania, to spacery po dzielnicach biedy połączone z obserwacją baraków, lepianek oraz ludzi grzebiących w odpadach, narkotyzujących się, wygłodzonych dzieci, kontakt ze smrodem i zaduchem (otwarta kanalizacja), czasem obserwacja walk gangów, strzały i wybuchy petard. Można odwiedzać i fotografować biedne szpitale z ofiarami urazów, pobić i postrzałów, a także nabywać pamiątki ze slumsów. Rzadziej można zjeść posiłek z tubylcami. Punktem programu może być również wejście na najwyższy punkt terenu i zrobienie panoramicznych zdjęć. Można obdarowywać dzieci drobiazgami, jednak odradzane są datki pieniężne z uwagi na możliwość okradzenia.

## Kontekst społeczny
Turystyka slumsowa może być postrzegana jako wyzysk osób najbiedniejszych (niezdrowa ciekawość, podglądactwo, faktyczna obojętność na los biedoty), łącząc dramat ludzi, z zabawą i rozrywką. Z drugiej strony może stanowić zaczyn refleksji nad problematyką biedy oraz globalnej sprawiedliwości. Dzieli się z tego powodu na turystykę rozrywkową (rzadszą, nastawioną na eskalację wrażeń) i kulturową (z przesłaniem etycznym).